# The Graham Norton Show
The Graham Norton Show é um programa de televisão de comédia transmitido inicialmente pelo canal de televisão BBC Two desde 22 de Fevereiro de 2007 sob o formato de talk show. Apresentado pelo comediante irlandês Graham Norton, passou a ser transmitido pela BBC One a partir de 2009. O programa é produzido pela empresa So Television e distribuído pela ITV Studios. O formato do programa é bastante semelhante aos outros programas de Norton, nomeadamente: So Graham Norton (1998–2002), V Graham Norton (2002–03) e The Graham Norton Effect (2004), todos estes transmitidos pelo Channel 4.
Desde a emissão do seu primeiro episódio em Fevereiro de 2007, 193 outros foram emitidos durante treze temporadas.
No Brasil, The Graham Norton Show era exibido semanalmente pelos extintos VH1 e BBC HD. Atualmente é exibido pelo Film&Arts.